# 艾威
艾威（英語：Ai Wai，1959年2月5日—） ，原名徐威信（英語：Wilson Tsui），香港男演員，曾是無綫電視和香港電視網絡旗下藝人。

## 背景
艾威畢業於民生書院小學及民生書院，後於1978年報讀無綫電視第8期藝員訓練班，同期訓練班同學有湯鎮業、景黛音、黃造時、陳敏兒、周秀蘭及廖啓智等，1979年畢業後加入無綫電視。1990年代拜關海山為師，聽其建議改現時藝名艾威。
據陳敏兒在一個關於介紹藝員訓練班之節目中表示，艾威之歌喉很好，在藝員訓練班畢業表演中演唱當年極受歡迎之日劇《柔道龍虎榜》的主題曲時一鳴驚人。之後，艾威在其第一齣參與的電影《彩雲曲》內飾演一名酒廊歌手，亦親身演唱名曲。艾威為全能實力派演員，正反派皆能演出。2012年離開無綫轉投王維基旗下香港電視網絡。
2013年因香港電視網絡不獲發牌導致旗下藝員沒有工作及去向，考慮轉投补鞋行業，2013年11月暫時離開香港電視網絡。就算無綫電視歡迎回巢，他也堅決不會重返無綫電視。但如果香港電視網絡能獲政府發放牌照，他堅決不會離巢。2013年12月自香港電視網絡宣布發展流動電視後，艾威自薦回巢。2014年3月，由於流動電視服務再起波折，艾威揚言考慮退出娛樂圈，移居台灣。
2014年下半年為了生計，開始為港台電視拍電視劇。2016年6月更接受香港電視娛樂中文台ViuTV清談節目訪問。

## 軼聞
艾威曾經和前三級女星陳穎芝（代表作是和陶大宇合作的《哎吔女朋友》）拍拖，分手後，女方曾在娛樂周刊上表示艾威對她很冷淡，眼淚都已經流乾，惟有無奈提出分手。
艾威2002年2月2日結婚，他的太太是圈外人Lisa Chan（陳美玲），在製衣公司做管理階層，兩人在1991年在游泳時認識。雖然兩人婚後沒有子女，但艾威曾經以父愛助養28個兒童。艾威是愛狗之人，有一隻伯恩山愛犬，曾於訪問中表示愛犬會於晚上十一時就叫我們睡覺，不讓我們玩手機、看電視、工作等，而太太即使發夢都識笑，諗起愛犬就好開心，好像多了一個小朋友。
Lisa Chan於多年前因家族性遺傳多囊肝及多囊腎，曾動手術切除14磅子宮巨瘤，直至2025年初病情惡化，艾威在社交平台為病危的愛妻公開呼籲，求熱心人士捐肝為Lisa續命，Lisa Chan最終於2025年5月18日病逝。

## 演出作品

### 香港電視網絡電視劇
| 年 份  | 片 名              | 角 色            | 合 作                                | 性 質／備 註 |
| 2014年 | 《來生不做香港人》 | 梁鎮江           | 張可頤、劉美君、潘燦良、曾偉權、林利 | 男配角       |
| 2015年 | 《童話戀曲201314》 | 黃有輝           | 蘇永康、楊 淇、石 修、龔慈恩         | 客串         |
| 2015年 | 《三面形醫》       | 陳本潤（陳醫生） | 林文龍、姜大衛、楊 淇、陳宇琛        | 第三男主角   |

### 綜藝資訊節目（香港電視）
| 年 份  | 片 名        |
| 2015年 | 《食的秘密》 |

### 電視劇（ViuTV）
- 2018年：《Plan B》 飾 高級督察
- 2018年：《假若愛有期限》 飾 總統
- 2020年：《歎息橋 (電視劇)》 飾 Joyce父親（年青版）

### 電視劇（Astro）
- 2018年：《陽關道》 飾 劉帆

### 電視劇（無綫電視）
- 1979年：《楚留香》 飾 官差
- 1980年：《上海灘》飾丁力手下
- 1980年：《上海灘續集》
- 1980年：《千王之王》
- 1980年：《執到寶》 飾 收銀員
- 1980年：《上海灘龍虎鬥》
- 1981年：《流氓皇帝》
- 1981年：《鱷魚潭》
- 1982年：《香港八二》
- 1982年：《戲班小子》飾 醫生
- 1982年：《男子漢》
- 1982年：《花艇小英雄》
- 1982年：《蘇乞兒》
- 1982年：《萬水千山總是情》飾 趙山
- 1982年：《星塵》飾 雄仔 (第7集)、舞蹈者 (第18集)
- 1983年：《奔向太陽》
- 1983年：《命運戰士》
- 1983年：《再見十九歲》飾 Robert
- 1983年：《警花出更》
- 1983年：《歡樂長安》
- 1983年：《射鵰英雄傳之鐵血丹心》
- 1984年：《五虎將》
- 1984年：《新紮師兄》
- 1984年：《楚留香之蝙蝠傳奇》 飾 店小二
- 1984年：《鹿鼎記》 飾 吳應熊隨從，平西王府將領，太監，清兵首領
- 1985年：《江湖浪子》
- 1985年：《雪山飛狐》
- 1985年：《六指琴魔》飾 川中六醜之一
- 1985年：《新紮師兄續集》
- 1986年：《流氓大亨》 飾 电视台武術指導
- 1986年：《神勇CID》
- 1986年；《陸小鳳之鳳舞九天》 飾 岳洋
- 1986年：《小島風雲》
- 1986年：《孖寶太子》 飾 CID
- 1986年：《倚天屠龍記》 飾 張松溪
- 1987年：《少林與詠春》
- 1987年: 《書劍恩仇錄》 飾 霍阿伊
- 1988年：《太平天國》 飾 江忠源
- 1989年：《蓋世豪俠》 飾 韓慕奇
- 1989年：《公私三文治》 飾 麥公子
- 1989年：《回到唐山》
- 1990年：《傲劍春秋》
- 1990年: 《劍魔獨孤求敗》飾 沈烈
- 1991年：《我愛玫瑰園》 飾 朱家偉
- 1991年：《浪族闊少爺》 飾 Joe
- 1991年：《橫財三千萬》 飾 Simon
- 1991年：《老友鬼鬼》 飾 馮律師
- 1992年：《重案傳真》 飾 王天發
- 1992年：《大時代》 飾 李立光（光Sir）
- 1992年: 《血濺塘西》飾 亞牛
- 1992年：《兄兄我我》 飾 車炮
- 1993年：《大頭綠衣鬥殭屍》 飾 阿　東
- 1993年：《壹號皇庭II》 飾 林國權
- 1993年：《九彩霸王花》 飾 任松柏
- 1993年：《居者冇其屋》 飾 吳立志
- 1993年：《龍兄鼠弟》 飾 吳仁港
- 1994年：《CATWALK俏佳人》 飾 林光正
- 1994年：《射鵰英雄傳》 飾 朱　聰
- 1995年：《刑事偵緝檔案》 飾 鍾潔兒丈夫 (富商)
- 1995年：《情濃大地》 飾 關天福
- 1995年：《O記實錄》 飾 Marty
- 1995年：《娛樂插班生》 飾 吳　水
- 1995年：《大捕快》 飾 陳　通
- 1995年：《刑事偵緝檔案II》 飾 馬偉森
- 1996年：《天地男兒》 飾 方誌勇
- 1996年：《900重案追兇》 飾 高 偉
- 1996年：《聊齋》之俠女田郎 飾 李應
- 1996年：《聊齋》之翁婿鬥法 飾 花花太歲 (一世風流鬼)
- 1996年：《聊齋》之秋月還陽 飾 八爪魚
- 1996年：《殭屍福星》 飾 任繼光
- 1996年：《O記實錄II》 飾 蘇 強
- 1997年：《迷離檔案》 飾 高志榮
- 1997年：《壹號皇庭V》 飾 李廣生
- 1997年：《天龍八部》飾 薛神醫
- 1997年：《大鬧廣昌隆》 飾 三六九
- 1997年：《刑事偵緝檔案III》 飾 胡堅
- 1998年：《聊齋 (貳)》之綠野飛仙 飾 鷹王
- 1998年：《網上有情人》 飾 瀟灑
- 1998年：《鹿鼎記》 飾 多隆
- 1999年：《金玉滿堂》 飾 蔣慶嘉
- 1999年：《騙中傳奇》 飾 雍正
- 1999年：《茶是故鄉濃》 飾 榮耀宗 (榮總管,宗哥)
- 2000年：《撻出愛火花》 飾 林約翰
- 2000年：《陀槍師姐II》 飾 張 劑
- 2001年：《倚天屠龍記》 飾 殷野王
- 2001年：《美味情緣》 飾 冬大佬
- 2001年：《陀槍師姐III》 飾 鄧劍豪
- 2001年：《七姊妹》 飾 李志龍
- 2001年：《錦繡良緣》 飾 祿東贊
- 2001年：《勇探實錄》 飾 喪　超
- 2002年：《流金歲月》 飾 招文積 Jack
- 2002年：《我要Fit一Fit》 飾 李定國
- 2002年：《談判專家》 飾 殺手豪
- 2003年：《帝女花》 飾 琦祿
- 2003年：《智勇新警界》 飾 吳錦輝
- 2003年：《戀愛自由式》 飾 游德(二師兄）
- 2003年：《俗世情真》 飾 李貴
- 2004年：《一屋兩家三姓人》 飾 焦洋
- 2004年：《大唐雙龍傳》 飾 李密
- 2004年：《楚漢驕雄》 飾 樊噲
- 2005年：《同撈同煲》 飾 劉石堅
- 2005年：《學警雄心》 飾 韋德忠
- 2005年：《情迷黑森林》 飾 余蛟
- 2005年：《隨時候命》 飾 姚德強
- 2005年：《本草藥王》 飾 李果珍
- 2006年：《鐵血保鏢》 飾 姚文廣 (杭州鹽道衙門大官) (第21集出現)
- 2006年：《布衣神相》 飾 鄭浩然 / 枯木道人
- 2006年：《點指賊賊賊捉賊》 飾 徐三富
- 2007年：《十兄弟》 飾 奇人
- 2007年：《迎妻接福》 飾 杜濟森
- 2007年：《亂世佳人》 飾 鄭堅
- 2007年：《牛郎織女》 飾 凌龍
- 2007年：《師奶兵團》 飾 馬大哈
- 2007年：《歲月風雲》 飾 姚勇
- 2007年：《奸人堅》 飾 凌雲軒
- 2007年：《通天幹探》 飾 魏　正 (魏詩嘉之父) (第21集出現)
- 2007年：《兩妻時代》 飾 大膽
- 2008年：《野蠻奶奶大戰戈師奶》 飾 言有信
- 2008年：《太極》 飾 柴威
- 2008年：《原來愛上賊》飾 關仁 (Keyman)
- 2008年：《疑情別戀》飾 金森
- 2008年：《當狗愛上貓》 飾 林佐治
- 2009年：《桌球天王》 飾 唐丁（Dr.J)
- 2009年：《蔡鍔與小鳳仙》 飾 路路通
- 2010年：《情人眼裏高一D》 飾 李仲德
- 2010年：《女王辦公室》 飾 夏理迅 (Summer)
- 2011年：《七號差館》 飾 周鏡波
- 2011年：《洪武三十二》 飾 方孝孺
- 2011年：《花花世界花家姐》 飾 裘其
- 2011年：《真相》 飾 馬榮富
- 2011年：《荃加福祿壽探案》 飾 狄瀚
- 2011年：《法證先鋒III》 飾 陳華強
- 2012年：《On Call 36小時》 飾 范智岳
- 2012年：《東西宮略》 飾 夏桂
- 2012年：《飛虎》 飾 劉秉駒

### 電視劇（港台電視31）
- 2013年：《一念之間2》
- 2013年：《反斗普通話》
- 2014年：《醫護人生》
- 2015年：《沒有牆的世界V》
- 2016年：《有倉出租》
- 2017年：《忘憂理髮師》
- 2018年：《義想天開》
- 2019年：《歲月不忘情》
- 2020年：《沒有牆的世界VII - 閃亮舞台》

### 電視電影（無綫電視）
- 2004年 紅杏劫
- 2004年 親子大綁架 飾 程威

### 網絡劇
- 2016年 无间道 飾 雷光
- 2018年 守護神之保險調查 飾 马浩田
- 2018年 蝕日風暴 飾 馬添
- 2022年 家族榮耀 飾 何啟禮
- 2023年 疊影狙擊 飾 康志安
- 2024年 家族榮耀之繼承者 飾
- 2025年 守誠者 飾 阮處長

### 電影
1982年
- 彩雲曲 飾 酒廊歌手

1989年
- 英雄重英雄

1991年
- 賭尊
- 表姐,妳玩野!

1992年
- 審死官 飾 阿泉 (山西布政司的家丁)

1994年
- 沙甸魚殺人事件 飾 Elmond
- 紅杏劫

1999年
- 暗戰 飾 警察兼搶匪主謀
- 再見阿郎
- 鎗火 飾 警察

2001年
- 鍾無艷 飾 燕王

2003年
- 親密殺機

2006年
- 天生一對

2007年
- 每當變幻時 飾 蔡玉瑜
- 導火線 飾 大俠

2014年
- 大茶飯 飾 張 Sir

2015年
- 殺破狼2 飾 大口
- 吉星高照2015
- 四非飾 龍哥
- 我們停戰吧！
- 吉祥酒店 飾 葉志遠

2017年
- 骨妹
- 我老婆未結婚

2018年
- 大樂師·為愛配樂

2019年
- P风暴 饰 钱国丰

## 音樂作品

### 單曲
- 2022年：《甘草》

### 派台歌曲成績
| 派台歌曲成績（五台） | 派台歌曲成績（五台） | 派台歌曲成績（五台） | 派台歌曲成績（五台） | 派台歌曲成績（五台） | 派台歌曲成績（五台） | 派台歌曲成績（五台） | 派台歌曲成績（五台） |      |
| -------------------- | -------------------- | -------------------- | -------------------- | -------------------- | -------------------- | -------------------- | -------------------- | ---- |
| 唱片                 | 歌曲                 | 903                  | RTHK                 | 997                  | TVB                  | ViuTV                | 備註                 | 備註 |
| 2022年               |                      |                      |                      |                      |                      |                      |                      |      |
|                      | 甘草                 | -                    | -                    | -                    | -                    | -                    | Feat. MastaMic       |      |

| 903 | RTHK | 997 | TVB | ViuTV | 備註              |
| 0   | 0    | 0   | 0   | 0     | 五台冠軍歌總數：0 |

- （*）仍在榜上
- （-）未能上榜
- （×）沒有派往該台

## 書籍著作
- 2013年7月：《情聖賭神之終極一注》附《賭神秘笈》　匯智動力出版　ISBN 9789881211538